# Калюжне (Сумський район)
Калю́жне — село в Україні, у Лебединській міській громаді Сумського району Сумської області. Населення становить 340 осіб. До 2020 орган місцевого самоврядування — Калюжненська сільська рада.

## Географія
Село Калюжне знаходиться на одному з витоків річки Будилка. На відстані 0,5 км розташоване село Гудимівка, за 1 км — село Забуги. По селу протікає пересихаючий струмок з загатою.

## Історія
Перші згадки про село Калюжне відносяться до першої половини XVIII століття.
За даними на 1864 рік на казеному хуторі Рябушкинської волості Лебединського повіту Харківської губернії мешкало 283 особи (141 чоловічої статі та 142 — жіночої), налічувалось 37 дворових господарств.
12 червня 2020 року, відповідно до Розпорядження Кабінету Міністрів України № 723-р «Про визначення адміністративних центрів та затвердження територій територіальних громад Сумської області», увійшло до складу Лебединської міської територіальної громади.
19 липня 2020 року, після ліквідації Лебединського району, село увійшло до Сумського району.